# Camponotus yamaokai
Camponotus yamaokai är en myrart som beskrevs av Mamoru Terayama och Satoh 1990. Camponotus yamaokai ingår i släktet hästmyror, och familjen myror. Inga underarter finns listade.